# Habitabilité des systèmes stellaires à naines jaunes
 (novembre 2024).
La mise en forme du texte ne suit pas les recommandations de Wikipédia : il faut le « wikifier ».
Les points d'amélioration suivants sont les cas les plus fréquents. Le détail des points à revoir est peut-être précisé sur la page de discussion.
- Les titres sont pré-formatés par le logiciel. Ils ne sont ni en capitales, ni en gras.
- Le texte ne doit pas être écrit en capitales (les noms de famille non plus), ni en gras, ni en italique, ni en « petit »…
- Le gras n'est utilisé que pour surligner le titre de l'article dans l'introduction, une seule fois.
- L'italique est rarement utilisé : mots en langue étrangère, titres d'œuvres, noms de bateaux, etc.
- Les citations ne sont pas en italique mais en corps de texte normal. Elles sont entourées par des guillemets français : « et ».
- Les listes à puces sont à éviter, des paragraphes rédigés étant largement préférés. Les tableaux sont à réserver à la présentation de données structurées (résultats, etc.).
- Les appels de note de bas de page (petits chiffres en exposant, introduits par l'outil «  Source ») sont à placer entre la fin de phrase et le point final[comme ça].
- Les liens internes (vers d'autres articles de Wikipédia) sont à choisir avec parcimonie. Créez des liens vers des articles approfondissant le sujet. Les termes génériques sans rapport avec le sujet sont à éviter, ainsi que les répétitions de liens vers un même terme.
- Les liens externes sont à placer uniquement dans une section « Liens externes », à la fin de l'article. Ces liens sont à choisir avec parcimonie suivant les règles définies. Si un lien sert de source à l'article, son insertion dans le texte est à faire par les notes de bas de page.
- La présentation des références doit suivre les conventions bibliographiques. Il est recommandé d'utiliser les modèles {{Ouvrage}}, {{Chapitre}}, {{Article}}, {{Lien web}} et/ou {{Bibliographie}}. Le mode d'édition visuel peut mettre en forme automatiquement les références.
- Insérer une infobox (cadre d'informations à droite) n'est pas obligatoire pour parachever la mise en page.

Pour une aide détaillée, merci de consulter Aide:Wikification.
Si vous pensez que ces points ont été résolus, vous pouvez retirer ce bandeau et améliorer la mise en forme d'un autre article.

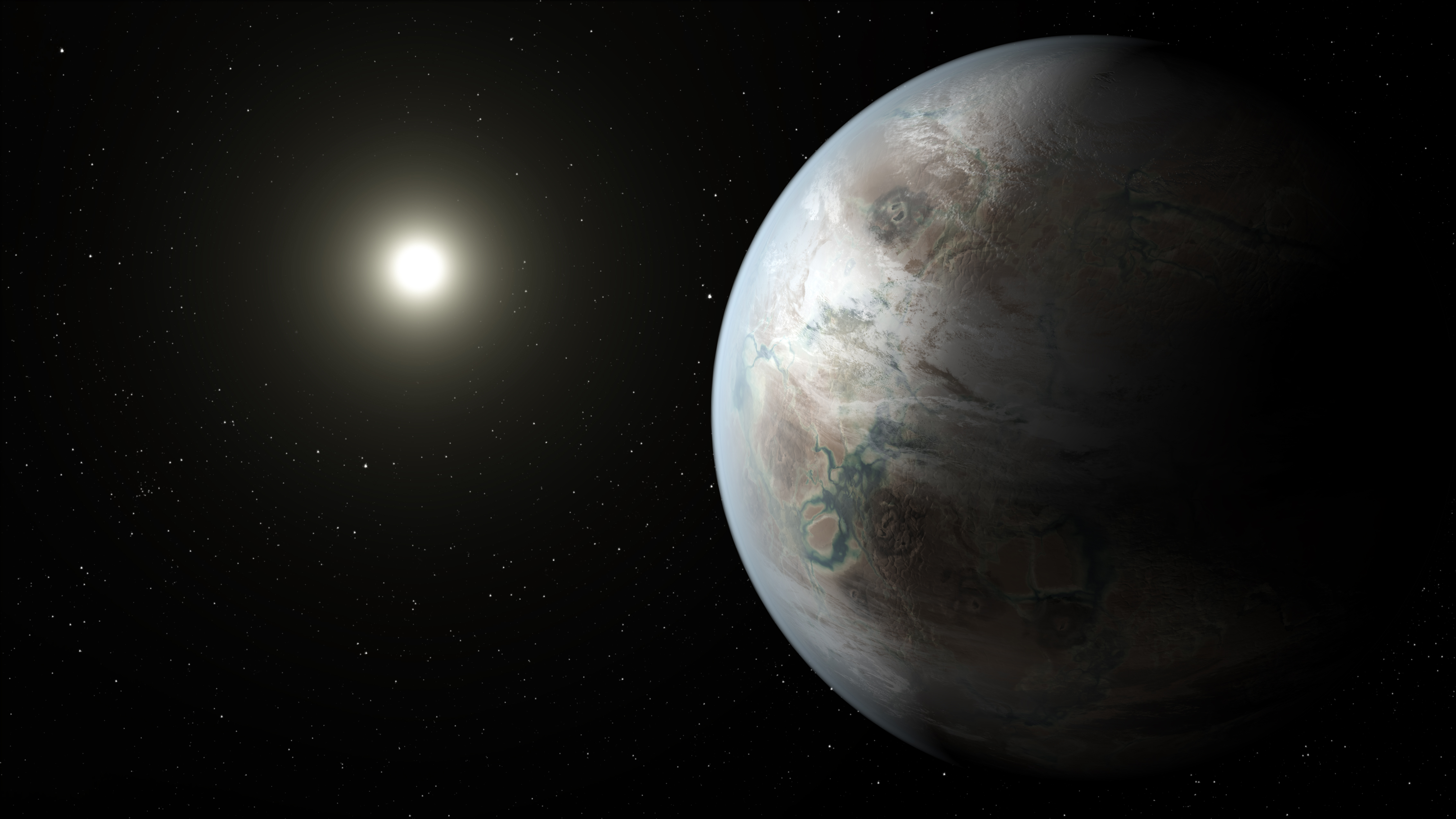
Interprétation artistique de Kepler-452b, une exoplanète potentiellement habitable appartenant à un système stellaire à naine jaune.

L'habitabilité des systèmes stellaires à naines jaunes est l'aptitude des exoplanètes orbitant des étoiles G V (lire « G cinq ») à abriter la vie. Ces systèmes planétaires font l'objet d'études scientifiques car ils sont considérés comme les plus adaptés pour abriter des organismes vivants, avec ceux appartenant aux étoiles de type K (des naines jaunes légèrement plus froides et moins lumineuses que les étoiles de type G).
Les naines jaunes comprennent les étoiles de type G de la séquence principale, avec des masses comprises entre 0,9 et 1,1 M☉ et des températures de surface comprises entre 5 000 et 6 000 K, comme le Soleil. Elles sont les troisièmes plus communes dans la Voie lactée et les seules dans lesquelles la zone habitable coïncide complètement avec la zone habitable ultraviolette,.
Comme la zone habitable est plus éloignée des étoiles plus massives et plus lumineuses, la séparation entre l'étoile principale et le bord intérieur de cette région est plus grande dans les naines jaunes que dans les naines rouges et orange (type M et K). Par conséquent, les planètes situées dans cette zone d'étoiles de type G sont à l'abri des émissions stellaires intenses qui se produisent après leur formation et ne sont pas aussi affectées par l'influence gravitationnelle de leur étoile que celles appartenant à des corps stellaires plus petits. Ainsi, toutes les planètes dans la zone habitable de ces étoiles dépassent la limite de verrouillage des marées et leur rotation n'est donc pas synchronisée avec leur orbite.
La Terre, en orbite autour d'une naine jaune, est le seul exemple connu d'habitabilité planétaire. Pour cette raison, l'objectif principal dans le domaine de l'exoplanétologie est de trouver une planète analogue à la Terre (une planète aux mêmes conditions de la Terre) qui réponde à ses principales caractéristiques, telles que la taille, la température moyenne et l'emplacement autour d'une étoile similaire au Soleil. Cependant, les limitations technologiques rendent difficile la recherche de ces objets en raison de la rareté de leurs transits, conséquence de la distance qui les sépare de leur étoile ou de leur demi-grand axe.

## Caractéristiques
Les étoiles naines jaunes correspondent aux étoiles de classe G de la séquence principale, dont la masse est comprise entre 0,9 et 1,1 M☉ et la température de surface comprise entre 5 000 et 6 000 kelvins. Étant donné que le Soleil lui-même est une naine jaune, de type G2V, ces types d'étoiles sont également connus sous le nom d'analogues solaires,. Elles se classent au troisième rang des étoiles de la séquence principale les plus courantes, après les naines rouges et orange, avec une représentativité de 10 % de la Voie Lactée totale. Elles restent dans la séquence principale pendant environ dix milliards d’années. Après le Soleil, l'étoile de type G la plus proche de la Terre est Alpha Centauri A, située à 4,4 années-lumière et appartenant à un système d'étoiles multiples.
Toutes les étoiles passent par une phase d'activité intense après leur formation en raison de leur rotation, qui est énormément plus rapide au début de leur vie. La durée de cette période varie en fonction de la masse de l'objet : les étoiles les moins massives peuvent rester dans cet état jusqu'à 3 milliards d'années, contre 500 millions pour les étoiles de type G,. Le Soleil tournait dix fois plus vite à ses débuts. Étant donné que la vitesse de rotation d'une étoile affecte son champ magnétique, les émissions de rayons X et d'ultraviolets du Soleil étaient des centaines de fois plus intenses qu'elles ne le sont aujourd'hui.
L'extension de cette phase chez les naines rouges, ainsi que le probable verrouillage de marée de leurs planètes potentiellement habitables par rapport à elles, pourraient anéantir le champ magnétique de ces planètes, entraînant la perte de presque toute leur atmosphère et de leur eau vers l'espace par interaction avec le vent stellaire. En revanche, le demi-grand axe des objets planétaires appartenant à la zone habitable des étoiles de type G est suffisamment large pour permettre la rotation planétaire. De plus, la durée de la période d'activité stellaire intense est trop courte pour éliminer une partie significative de l'atmosphère sur les planètes de masses similaires ou supérieures à celle de la Terre, qui ont une gravité et une magnétosphère capables de contrecarrer les effets des vents stellaires.

## Zone habitable

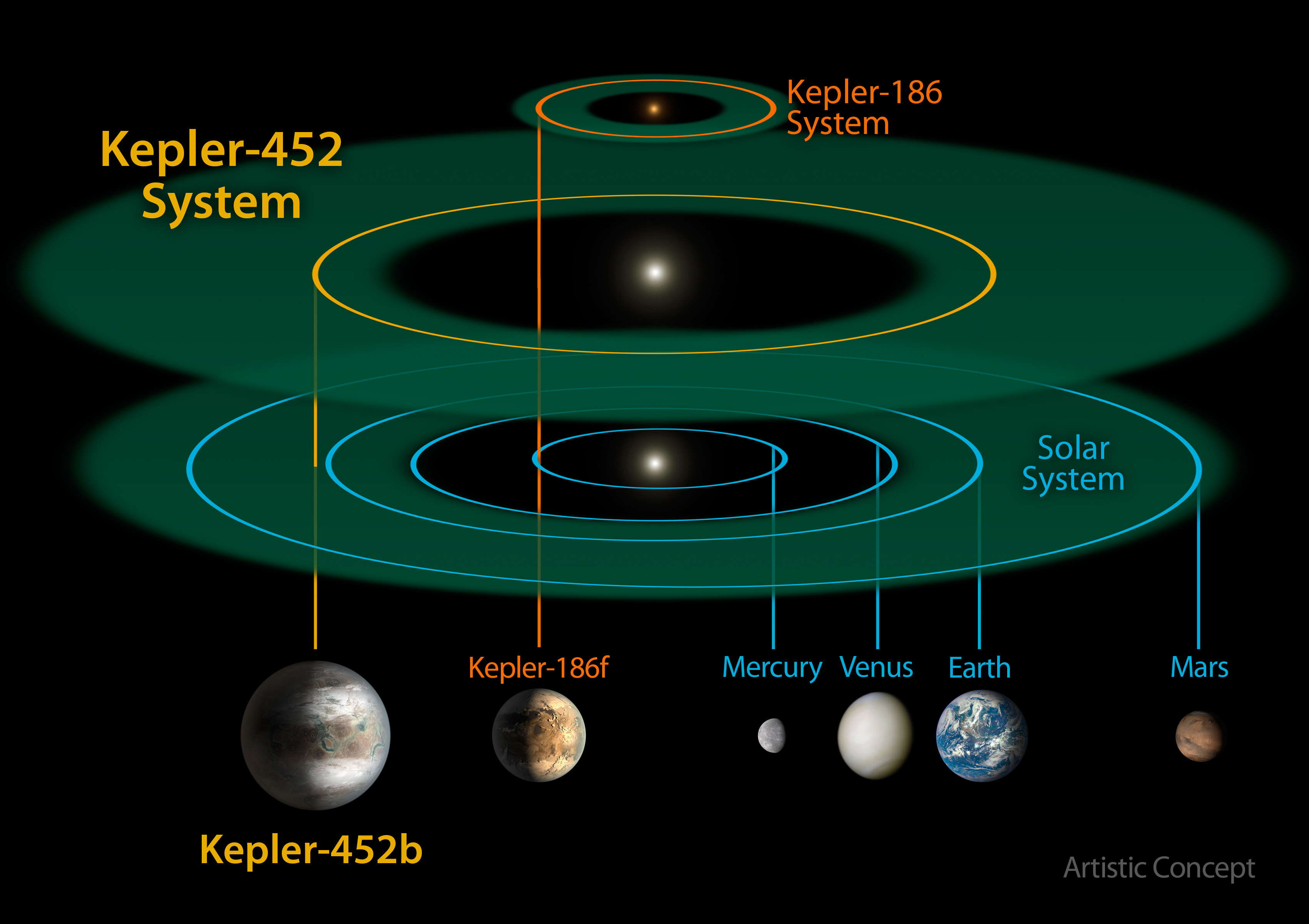
Zone habitable des étoiles Kepler-186 (naine rouge), Kepler-452 et le Soleil (toutes deux naines jaunes)

La zone habitable autour des naines jaunes varie en fonction de leur taille et de leur luminosité, bien que la limite intérieure soit généralement à 0,84 au et la limite extérieure à 1,67 au dans une naine de classe G2V comme le Soleil. Dans une naine de classe G5V -plus petite- de 0,95 R☉ la zone habitable correspondrait à la région située entre 0,8 et 1,58 au par rapport à l'étoile, tandis que dans une naine de type G0V —plus grande— elle serait située à une distance comprise entre 1 et 2 au du corps stellaire. Sur des orbites plus petites que la limite intérieure de la zone habitable, un processus d'évaporation de l'eau, de séparation de l'hydrogène par photolyse et de perte d'hydrogène dans l'espace par fuite hydrodynamique serait déclenché. Au-delà de la limite extérieure de la zone habitable, les températures seraient suffisamment basses pour permettre la condensation du Dioxyde de carbone, ce qui conduirait à une augmentation de l'albédo et à une réduction par rétroaction de l'effet de serre jusqu'à ce qu'une glaciation globale permanente se produise.
La taille de la zone habitable est directement proportionnelle à la masse et à la luminosité de son étoile, donc plus l'étoile est grande, plus la zone habitable est grande elle aussi et plus elle est éloignée de sa surface. Les naines rouges, les plus petites de la séquence principale, ont une très petite zone habitable à proximité d'elles, ce qui soumet toutes les planètes potentiellement habitables du système aux effets de leur étoile, y compris le probable verrouillage des marées. Même dans une petite naine jaune comme Tau Ceti, de type G8,5V, la limite de verrouillage est à 0,423 7 au contre les 0,522 UA qui marquent la limite intérieure de la zone habitable, donc tout objet planétaire en orbite autour d'une étoile de classe G dans cette région dépassera de loin la limite de verrouillage et aura un cycle de jours et de nuits comme la Terre.
Pour les naines jaunes, cette zone correspond exactement à la zone d'habitabilité ultraviolette. Elle est définie par une limite interne, au-delà de laquelle l'exposition aux rayons ultraviolets devient excessive pour l'ADN, et par une limite externe, qui assure des niveaux d'ultraviolets suffisants pour soutenir les processus biogéniques des organismes vivants. Dans le système solaire, cette région se trouve entre 0,71 et 1,9 au du Soleil, tandis que la zone habitable classique s'étend entre 0,84 et 1,67 au.

## Potentiel de vie
En raison de la durée prolongée de la séquence principale des étoiles de type G, de l'intensité du rayonnement ultraviolet dans leur zone habitable, du demi-grand axe de la limite interne de cette zone, ainsi que de la distance par rapport à leur limite de verrouillage des marées, parmi d'autres facteurs, les naines jaunes sont considérées comme les étoiles les plus propices à la vie, juste après celles de type K.
L’un des objectifs de la recherche exoplanétaire est de trouver un objet qui possède les principales caractéristiques de notre planète, telles que le rayon, la masse, la température, la composition atmosphérique et l’appartenance à une étoile semblable au Soleil,. En théorie, ces analogues de la Terre devraient avoir des conditions d'habitabilité comparables qui permettraient la prolifération de la vie extraterrestre,.
Compte tenu des graves problèmes d'habitabilité planétaire posés par les systèmes de naines rouges et les corps stellaires de type F ou supérieur, les seules étoiles susceptibles d'offrir un scénario supportable pour la vie seraient celles de type K et G. Les analogues solaires étaient autrefois considérés comme les candidats les plus susceptibles d'héberger un système planétaire de type solaire et comme les mieux placés pour accueillir des formes de vie à base de carbone et des océans d'eau liquide. Des études ultérieures, telles que « Superhabitable Worlds » de René Heller et John Armstrong, établissent que les naines orange pourraient être plus propices à la vie que les naines de type G et héberger d'hypothétiques planètes superhabitables.
Cependant, les naines jaunes représentent toujours le seul type d’étoile pour lequel il existe des preuves de leur aptitude à la vie. De plus, alors que dans d'autres types d'étoiles la zone habitable ne coïncide pas entièrement avec la zone habitable ultraviolette, dans les étoiles de classe G la zone habitable se situe entièrement dans les limites de cette dernière. Enfin, les naines jaunes ont une phase initiale d'activité stellaire intense beaucoup plus courte que les étoiles de type K, ce qui permet aux planètes appartenant à des analogues solaires de préserver plus facilement leurs atmosphères primordiales et de les maintenir pendant une grande partie de la séquence principale.

## Découvertes
La plupart des exoplanètes découvertes ont été détectées par le télescope spatial Kepler, qui utilise la méthode du transit pour trouver des planètes autour d'autres systèmes,. Cette procédure analyse la luminosité des étoiles pour détecter les creux qui indiquent le passage d'un objet planétaire devant elles du point de vue de l'observatoire. C'est la méthode qui a eu le plus de succès dans la recherche exoplanétaire, avec la méthode des vitesses radiales, qui consiste à analyser les vibrations provoquées dans les étoiles par les effets gravitationnels des planètes qui gravitent autour d'elles. L'utilisation de ces procédures avec les limitations des télescopes actuels rend difficile la recherche d'objets avec des orbites similaires à celles de la Terre ou plus élevées, ce qui génère un biais en faveur des planètes avec un demi-grand axe court. En conséquence, la plupart des exoplanètes détectées sont soit excessivement chaudes soit appartiennent à des étoiles de faible masse, dont la zone habitable est proche d'elles et tout objet en orbite dans cette région aura une année significativement plus courte que la Terre.
Les corps planétaires appartenant à la zone habitable des naines jaunes, comme Kepler-22b, Kepler-452b ou la Terre, mettent des centaines de jours pour effectuer une orbite complète autour de leur étoile. La luminosité plus élevée de ces étoiles, la rareté des transits et le demi-grand axe de leurs planètes situé dans la zone habitable réduisent les probabilités de détecter cette classe d'objets et augmentent considérablement le nombre de faux positifs, comme dans les cas de KOI-5123.01 et KOI-5927.01,. Les observatoires terrestres et orbitaux prévus pour les dix prochaines années pourraient accroître les découvertes d'analogues de la Terre dans les systèmes de naines jaunes,,,.

### Kepler-452b
Kepler-452b se trouve à 1 400 années-lumière de la Terre, dans la constellation du Cygne. Son rayon d'environ 1,6 R⊕ le place exactement sur la frontière séparant les planètes telluriques des mini-Neptunes établie par l'équipe de Courtney Dressing, chercheuse au Harvard-Smithsonian Center for Astrophysics (CfA). Si la densité de la planète est similaire à celle de la Terre, sa masse sera d'environ 5 M⊕ et sa gravité deux fois plus grande. Une naine jaune de type G2V comme le Soleil appartient à Kepler-452, avec un âge estimé à 6 milliards d'années (6 Ga) contre 4,5 Ga pour le système solaire.
La masse de son étoile est légèrement supérieure à celle du Soleil, 1,04 M ☉, donc malgré le fait qu'elle effectue une orbite autour de lui tous les 385 jours contre 365 jours terrestres, elle est plus chaude que la Terre. Si l'albédo et la composition atmosphérique sont similaires, la température moyenne de surface sera d'environ 29 °C.
Selon Jon Jenkins du Centre de recherche Ames de la NASA, on ne sait pas si Kepler-452b est une planète terrestre, un monde océanique ou un mini-Neptune. S'il s'agit d'un objet tellurique semblable à la Terre, il est susceptible d'avoir une concentration de nuages plus élevée, une activité volcanique intense, et est sur le point de subir un effet de serre incontrôlé similaire à celui de Vénus en raison de l'augmentation constante de la luminosité de son étoile, après être restée tout au long de la séquence principale dans sa zone habitable. Doug Caldwell, scientifique de l'Institut SETI et membre de la mission Kepler, estime que Kepler-452b pourrait subir le même processus que celui que la Terre subira dans un milliard d'années.

### Tau Ceti e
Tau Ceti e orbite autour d'une étoile de type G8,5V dans la constellation de la Baleine, à une distance de 12 années-lumière de la Terre. Son rayon est de 1,59 fois celui de la Terre (R⊕) et sa masse de 4,29 fois celle de la Terre (M⊕), ce qui le place, à l'instar de Kepler-452b, à la limite entre les planètes rocheuses et gazeuses. Avec une période orbitale de seulement 168 jours, sa température, en tenant compte d'une atmosphère et d'un albédo similaires à ceux de la Terre, serait d'environ 50 °C.
La planète est située juste à la limite intérieure de la zone habitable et reçoit environ 60 % de lumière de plus que la Terre. Sa taille peut également impliquer une concentration plus élevée de gaz dans son atmosphère, ce qui en fait un objet de type super-Vénus. Sinon, il pourrait s'agir de la première thermoplanète découverte,.

### Kepler-22b
Kepler-22b est situé à 600 années-lumière de la Terre, dans la constellation du Cygne. Il orbite autour de son étoile de type G5V en 290 jours. Son rayon est de 2,35 R⊕, et sa masse estimée, en supposant une densité comparable à celle de la Terre, serait de 20,36 M⊕. Si son atmosphère et son albédo étaient semblables à ceux de la Terre, la température de surface de la planète serait d'environ 22 °C.
C'est la première exoplanète identifiée par le télescope Kepler située dans la zone habitable de son étoile. En raison de ses dimensions, et selon la limite définie par l'équipe de Courtney Dressing, il est très probable qu'elle soit un mini-Neptune.